# Michael Fleischhacker
Michael Fleischhacker (26 de Maio de 1969) é um jornalista austríaco e redactor-chefe do jornal Die Presse editado em Viena.
Antes de assumir seu posto de redactor-chefe trabalhava nas redações dos jornais Der Standard e Kleine Zeitung.